# Neublans-Abergement
Neublans-Abergement è un comune francese di 525 abitanti situato nel dipartimento del Giura nella regione della Borgogna-Franca Contea.

## Società

### Evoluzione demografica
Abitanti censiti